# Port lotniczy Bejrut
Port lotniczy Bejrut – międzynarodowe lotnisko położone 7 km na południe od Bejrutu. Jest to jedyny cywilny port lotniczy w Libanie. W 2016 obsłużył 7 519 377 pasażerów.
Otwarty został 23 kwietnia 1954 roku, zastępując lotnisko Bir Hassan i pełniąc odtąd rolę międzynarodowego portu lotniczego. 28 grudnia 1968 roku izraelscy komandosi dokonali ataku na lotnisko, niszcząc 14 samolotów.

## Linie lotnicze i połączenia[4]
| Linia                | Kierunek |
| -------------------- | --- |
| Aegan Airlines       | 1. Ateny |
| Air Algerie          | 1. Algier |
| Air Arabia           | 1. Abu Zabi 2. Szardża |
| Air France           | 1. Paryż-Charles de Gaulle |
| Cyprus Airways       | 1. Larnaka |
| EgyptAir             | 1. Kair |
| Emirates             | 1. Dubaj |
| Ethiopian Airlines   | 1. Addis Abeba |
| Etihad Airways       | 1. Abu Zabi |
| Eurowings            | 1. Berlin 2. Dusseldorf 3. Sztokholm-Arlanda Sezonowo: 1. Hamburg |
| Fly Baghdad          | 1. Bagdad |
| Flydubai             | 1. Dubaj |
| Iran Air             | 1. Teheran |
| Iraqi Airways        | 1. Bagdad 2. Basra 3. Irbil 4. Nadżaf 5. Sulajmanijja |
| Jazeera Airways      | Sezonowo: 1. Kuwejt |
| Kuwait Airways       | 1. Kuwejt |
| LOT                  | 1. Warszawa-Chopin |
| Lufthansa            | 1. Frankfurt |
| Middle East Airlines | 1. Abu Zabi 2. Ad-Dammam 3. Akra 4. Amman 5. Ateny 6. Bagdad 7. Basra 8. Bruksela 9. Doha 10. Dubaj 11. Dusseldorf 12. Dżudda 13. Erywań 14. Frankfurt 15. Genewa 16. Irbil 17. Kair 18. Kopenahga 19. Kuwejt 20. Lagos 21. Larnaka 22. Londyn-Heathrow 23. Madryt 24. Nadżaf 25. Paryż-Charles de Gaulle 26. Rijad 27. Rzym-Fiumicino 28. Stambuł Sezonowo: 1. Mediolan-Malpensa 2. Medyna |
| Pegasus              | 1. Antalya 2. Stambuł-Sabiha Gökçen Sezonowo: 1. Dalaman |
| Qatar Airways        | 1. Doha |
| Royal Jordanian      | 1. Amman |
| Salam Air            | Sezonowo: 1. Maskat |
| SAS                  | Sezonowo: 1. Kopenhaga 2. Sztokholm-Arlanda |
| Saudi Arabian        | 1. Rijad Sezonowo: 1. Dżudda |
| Sundair              | Sezonowo: 1. Berlin 2. Brema |
| SunExpress           | Sezonowo: 1. Antalya 2. Izmir |
| Swissair             | 1. Zurych |
| Tarom                | 1. Bukareszt |
| Transavia            | 1. Amsterdam 2. Lyon 3. Marsylia 4. Paryż-Orly Sezonowo: 1. Nicea (od 17 lipca 2024) |
| Turkish Airlines     | 1. Adana 2. Ankara 3. Stambuł Sezonowo: 1. Antalya |
| Vueling              | Sezonowo: 1. Barcelona-El Prat |

### Cargo
- Atlas Air
- Cargolux
- DHL Express
- Martinair Cargo
- Qatar Airways Cargo
- Saudi Arabian Airlines Cargo
- TAROM Cargo
- Trans Mediterranean Airways